# Zvěřínské jezero
Zvěřínské či Schwerinské jezero (německy Schweriner See) je přírodní jezero Meklenburské jezerní plošiny v severním Německu v Meklenbursku-Předním Pomořansku. Pojmenováno je po největším sídlu, které na něm leží, městě Zvěřínu – Schwerin. Jezero je kanály spojené s Labem i Meklenburskou zátokou. Vzniklo během poslední doby ledové. Jeho rozloha je 61,54 km² a maximální hloubka 52,4 m.

## Galerie

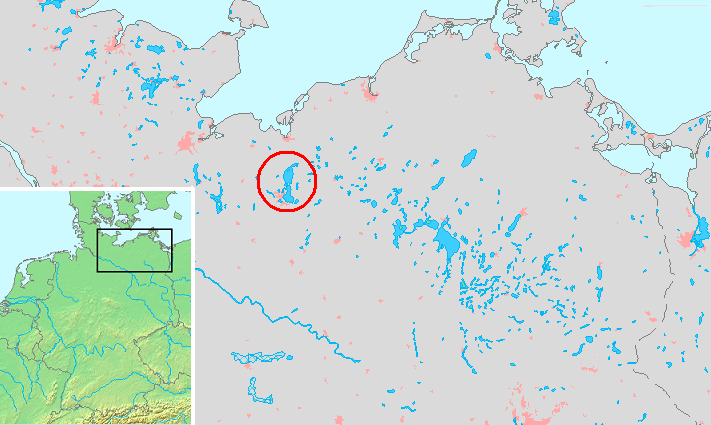
Poloha Zvěřínského jezera
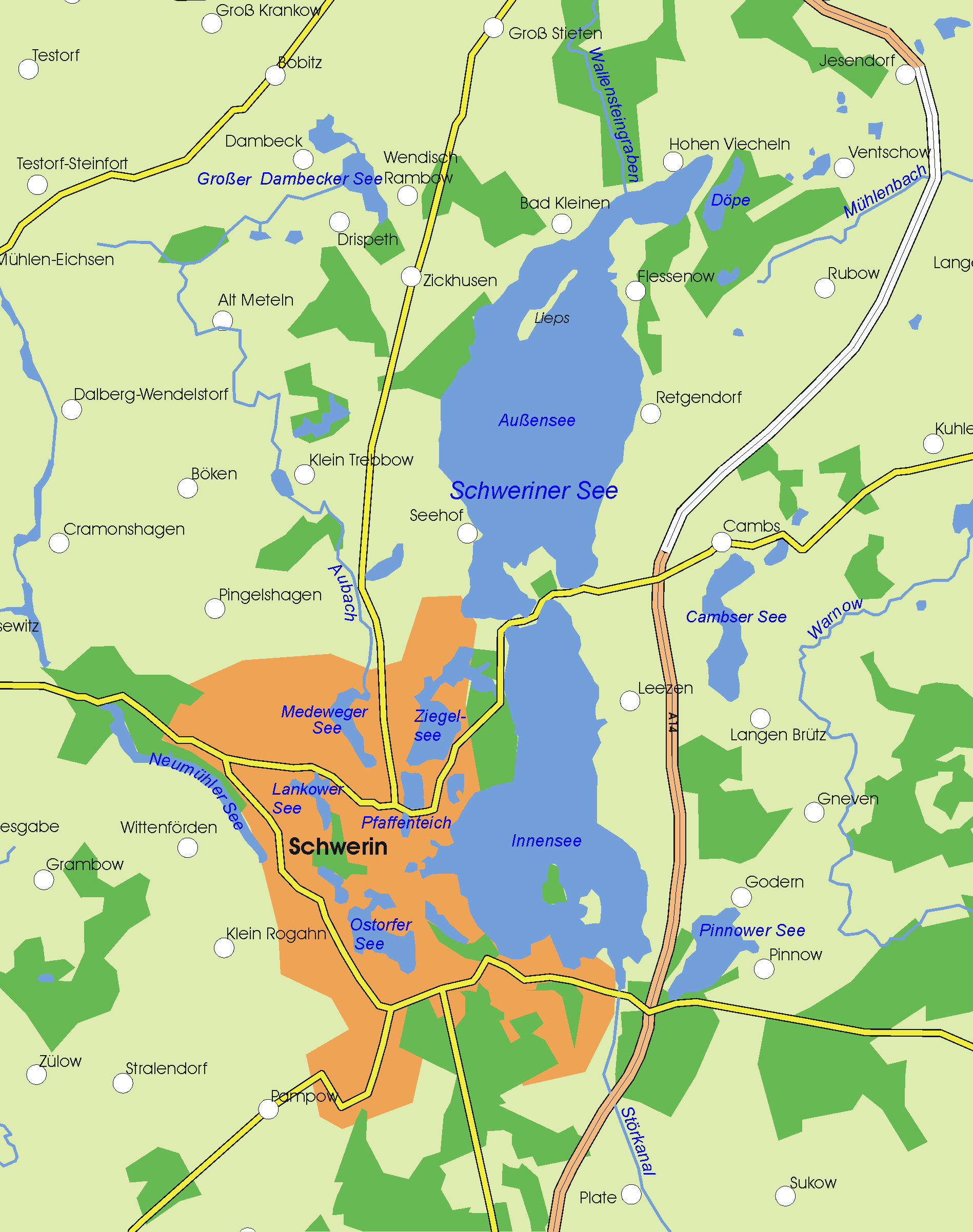
Zvěřínské jezero
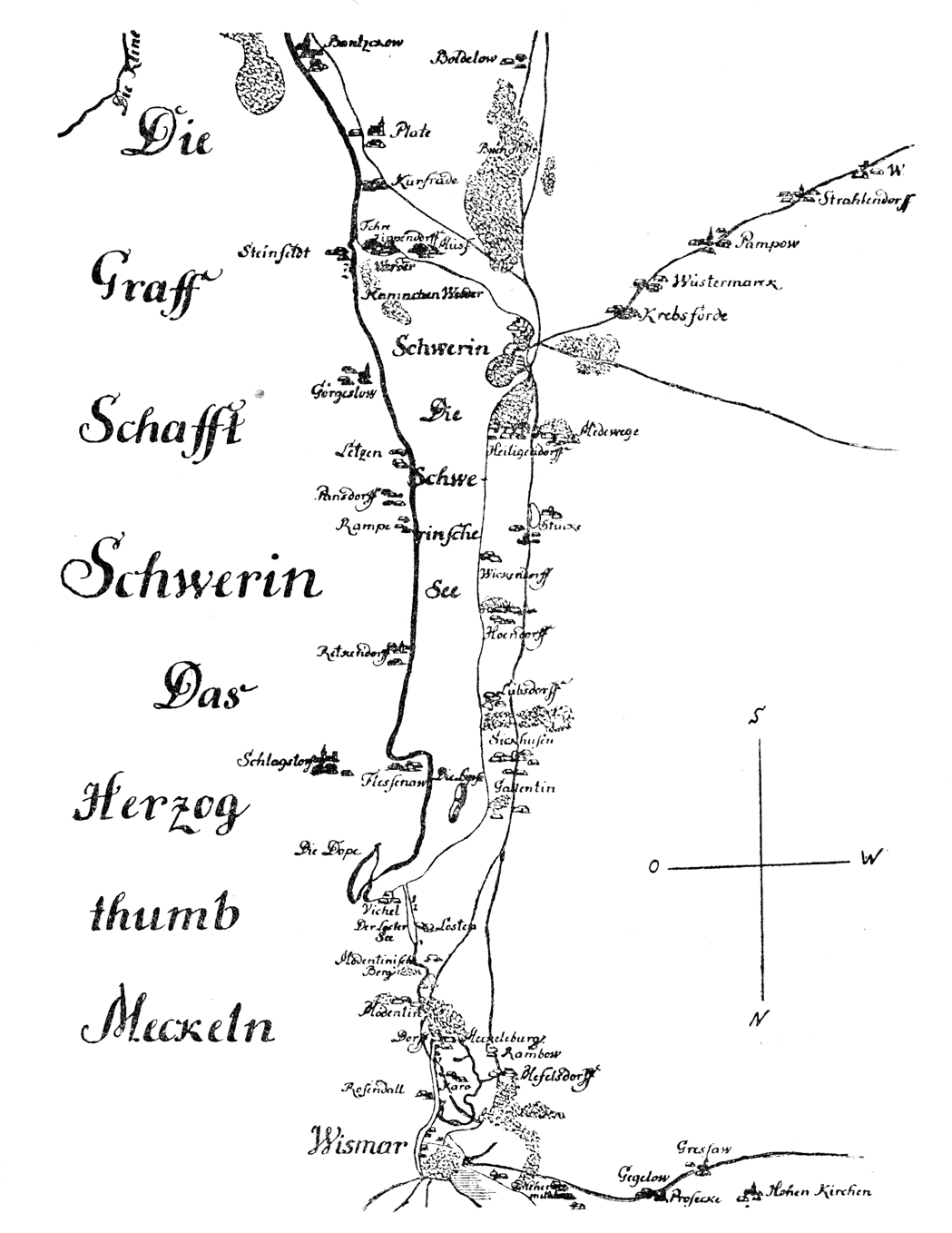
Historické znázornění Zvěřínského jezera (1582)
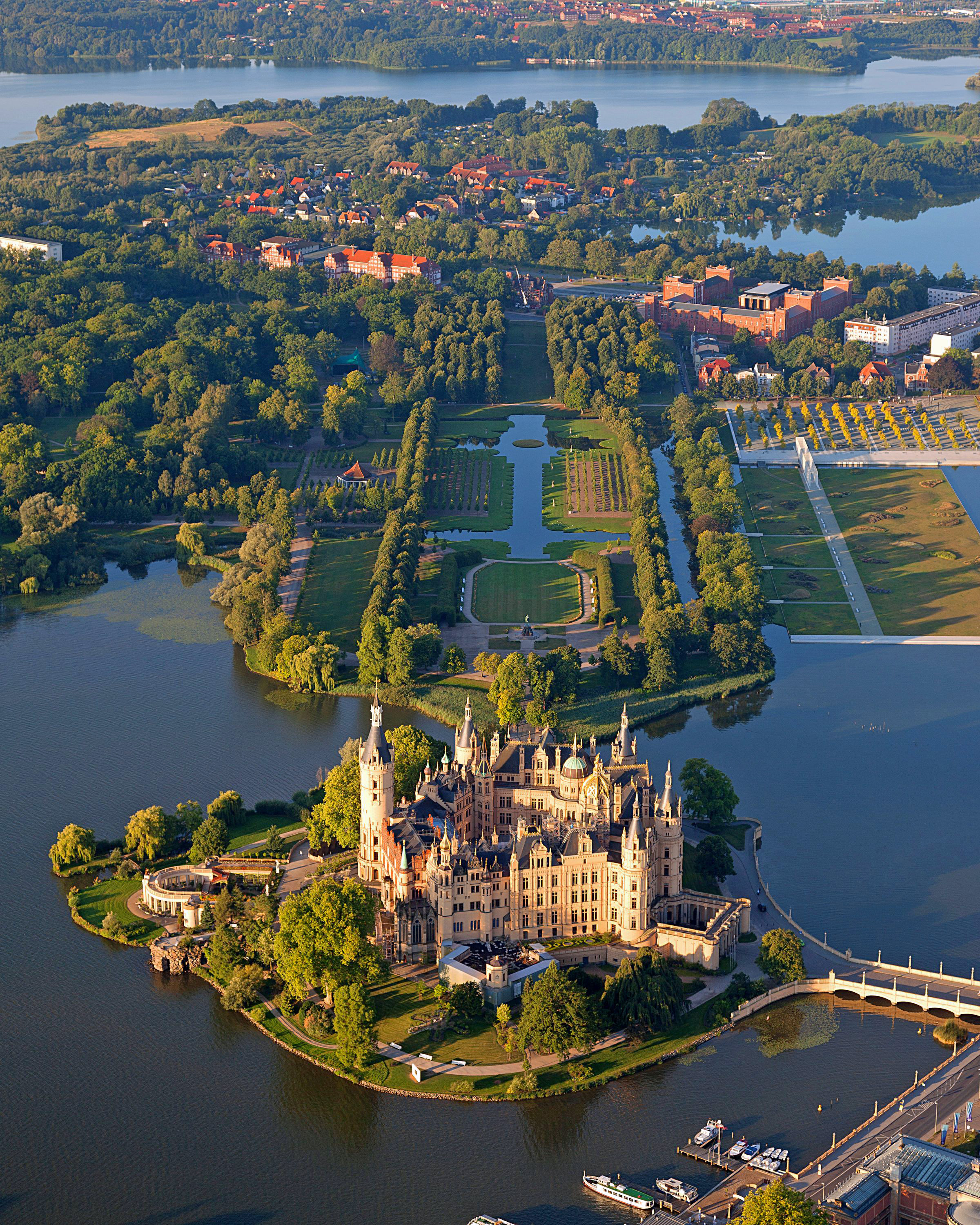
Zámek na jezeře